# Atletiek op de Paralympische Zomerspelen 2024 - 100 m vrouwen T13
De 100 meter voor vrouwen klasse T13 op de Paralympische Zomerspelen 2024 vond plaats op 3 september in het Stade de France. Deze klasse is voor slechtziende atletes die meestal contouren kunnen herkennen op een afstand van 2 tot 6 meter. Atletes in deze categorie maken vaak geen gebruik van een gids. De winnares van 2020 was Adiaratou Iglesias Forneiro uit Spanje. Zij werd opgevolgd door Lamiya Valiyeva uit Azerbeidzjan, de Braziliaanse Rayane Soares da Silva  behaalde het zilver en Orla Comerford uit Ierland won de bronzen medaille.

## Records
Voorafgaand aan het toernooi waren dit de wereldrecords en Paralympische records.
| Wereldrecord        | Oekraïne Leila Adzhametova | 11.79 | Rio de Janeiro | 11 september 2016 |
| Paralympisch record | Oekraïne Leila Adzhametova | 11.79 | Rio de Janeiro | 11 september 2016 |

## Series
De eerste drie van beide series kwalificeerden zich direct voor de finale. Van de overgebleven atletes kwalificeerden bovendien de twee snelsten zich voor de finale.

#### Serie 1
| Rang | Baan | Naam                        | Naam | Tijd  | Bijz. |
| ---- | ---- | --------------------------- | ---- | ----- | ----- |
| 1    | 4    | Lamiya Valiyeva             | AZE  | 11.81 | Q, PB |
| 2    | 6    | Rayane Soares da Silva      | BRA  | 11.90 | Q,    |
| 3    | 3    | Adiaratou Iglesias Forneiro | ESP  | 12.46 | Q, SB |
| 4    | 2    | Erin Kerkhoff               | USA  | 12.70 | q, PB |
| 5    | 5    | Gloria Majaga               | BOT  | 13.12 |       |
| 6    | 7    | Candela Cerrudo             | ARG  | 13.51 | PB    |
| 7    | 8    | Rahinatou Mone              | BUR  | 13.86 | PB    |

### Serie 2
| Rang | Baan | Naam                       | Naam | Tijd  | Bijz. |
| ---- | ---- | -------------------------- | ---- | ----- | ----- |
| 1    | 8    | Orla Comerford             | IRL  | 12.02 | Q     |
| 2    | 3    | Bianca Borgella            | CAN  | 12.15 | Q     |
| 3    | 6    | Kym Crosby                 | USA  | 12.41 | Q     |
| 4    | 4    | Gabriela Mendonca Ferriera | BRA  | 12.76 | q     |
| 5    | 5    | Nantenin Keita             | FRA  | 12.85 | SB    |
| 6    | 7    | Zara Temmink               | NED  | 12.89 |       |

## Finale
| Rang   | Baan | Naam                        | Naam | Tijd  | Bijz. |
| ------ | ---- | --------------------------- | ---- | ----- | ----- |
| Goud   | 6    | Lamiya Valiyeva             | AZE  | 11.76 | WR    |
| Zilver | 5    | Rayane Soares da Silva      | BRA  | 11.78 |       |
| Brons  | 4    | Orla Comerford              | IRL  | 11.94 |       |
| 4      | 8    | Kym Crosby                  | USA  | 12.40 |       |
| 5      | 3    | Adiaratou Iglesias Forneiro | ESP  | 12.51 |       |
| 6      | 9    | Gabriela Mendonca Ferriera  | BRA  | 12.67 |       |
| 7      | 2    | Erin Kerkhoff               | USA  | 12.75 |       |
| 8      | 7    | Bianca Borgella             | CAN  | 25.11 |       |